# Lijst van rijksmonumenten in Overijssel

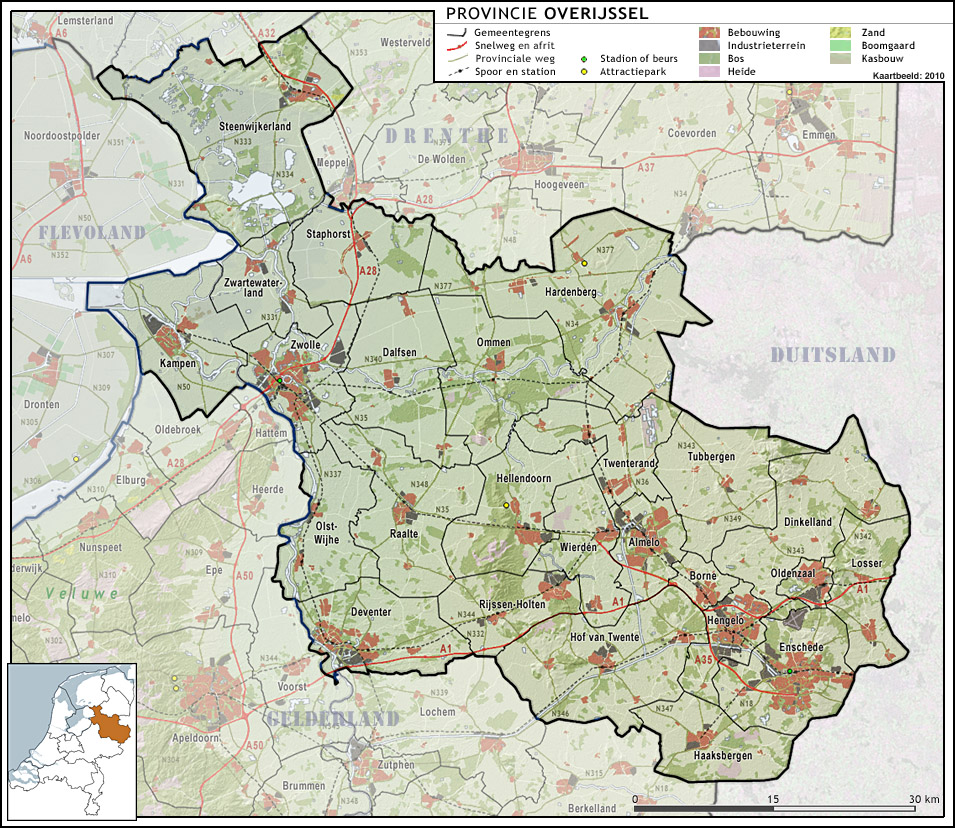
Overijssel

In de volgende gemeenten in Overijssel bevinden zich rijksmonumenten:
- Lijst van rijksmonumenten in Almelo
- Lijst van rijksmonumenten in Borne
- Lijst van rijksmonumenten in Dalfsen
- Lijst van rijksmonumenten in Deventer
- Lijst van rijksmonumenten in Dinkelland
- Lijst van rijksmonumenten in Enschede
- Lijst van rijksmonumenten in Haaksbergen
- Lijst van rijksmonumenten in Hardenberg
- Lijst van rijksmonumenten in Hellendoorn
- Lijst van rijksmonumenten in Hengelo
- Lijst van rijksmonumenten in Hof van Twente
- Lijst van rijksmonumenten in Kampen
- Lijst van rijksmonumenten in Losser
- Lijst van rijksmonumenten in Oldenzaal
- Lijst van rijksmonumenten in Olst-Wijhe
- Lijst van rijksmonumenten in Ommen
- Lijst van rijksmonumenten in Raalte
- Lijst van rijksmonumenten in Rijssen-Holten
- Lijst van rijksmonumenten in Staphorst
- Lijst van rijksmonumenten in Steenwijkerland
- Lijst van rijksmonumenten in Tubbergen
- Lijst van rijksmonumenten in Twenterand
- Lijst van rijksmonumenten in Wierden
- Lijst van rijksmonumenten in Zwartewaterland
- Lijst van rijksmonumenten in Zwolle